# ザ・ソフィア・エコー
ザ・ソフィア・エコー（英語: The Sofia Echo）は、ブルガリアの国営英語新聞。ブルガリアの首都ソフィアで発行されている。
ザ・ソフィア・エコーはソフィア・エコー・メディア株式会社（Sofia Echo Media Ltd）により発行されている。債権・債務の大部分は、ブルガリアの出版社であるエコノメディア（Economedia）により2007年に購入された。
ソフィア・エコーはブルガリアにおいて主要な英語新聞であり、1997年から発行を続けている。概ね、在ブルガリア外国人コミュニティを対象としている。ソフィア・エコーは、ソフィアの主要なホテルや、OMV、ルクオイル、シェルといったガソリンスタンド、スーパーマーケットであるビッラ（Billa）などで販売されている。
2005年から、ソフィア・エコーは毎日のニュースとともにオンラインでも提供されているsofiaecho.com。
ソフィア・エコー・メディア社が有する他のウェブサイトには、expatinbulgaria.comと、propertywisebulgaria.comがある。